# Canzonissima 1972
Canzonissima 1972 è l'edizione 1972-1973 dell'omonima trasmissione musicale, abbinata alla Lotteria Italia, andata in onda tra il 7 ottobre 1972 ed il 6 gennaio 1973 sul Programma Nazionale. Vincitore fu Massimo Ranieri con Erba di casa mia, davanti a Gianni Morandi con Il mondo cambierà e Iva Zanicchi con Mi ha stregato il viso tuo.

## Il programma
Presentatori furono Pippo Baudo e Loretta Goggi, con la presenza fissa di Vittorio Gassman per la regia di Romolo Siena.
Il programma aveva il difficile compito di raccogliere e mantenere il successo delle due edizioni precedenti, condotte dalla coppia composta da Corrado e Raffaella Carrà. Vengono cambiati i conduttori: a Corrado e alla Carrà succedono appunto Baudo e la Goggi.
Pippo Baudo, dopo una lunga gavetta e la presentazione del Festival di Sanremo 1968, grazie al riscontro ottenuto dalla sua trasmissione Settevoci, ottenne la definitiva consacrazione come conduttore di rango.
Al suo fianco Loretta Goggi, che ottenne da questo programma un grande successo personale, imponendosi come intrattenitrice a tutto tondo: attrice, cantante ballerina ed imitatrice. Nel corso del programma imita Renato Rascel, Mina, Raffaella Carrà, Nada, Wanda Osiris, Nilla Pizzi, Marlene Dietrich, Shirley Bassey, Barbra Streisand, Chelo Alonso, Delia Scala, Sandra Mondaini (nella sua imitazione di Arabella), Rita Pavone, Gigliola Cinquetti, Mariangela Melato, Monica Vitti e Milva.
La Goggi incide anche la sigla iniziale del programma Vieni via con me (Taratapunzi-e). Scritta da Dino Verde, Marcello Marchesi, Pippo Baudo ed Enrico Simonetti, diventa un immediato successo, raggiungendo la seconda posizione dei singoli più venduti, vincendo il Disco d'oro..
Nel corso della trasmissione lancia anche il brano Mani Mani, che viene proposto dalla Goggi in alcune puntate dello show e diventa una sorta di tormentone.. Anche questo singolo fu un successo, raggiungendo il quinto posto dei brani più venduti.
Il programma vedeva anche la presenza fissa di Vittorio Gassman, che ad ogni puntata proponeva performance iperboliche e surreali, che spesso includevano Baudo, quasi sempre nella parte della vittima sacrificale delle sue esuberanze fisiche. In una puntata fu ospite la figlia dell'attore, Paola Gassman.
Il programma fu ricco di grandi ospiti provenienti dal mondo del cinema, tra cui Mariangela Melato che si presentò in scena chiusa all'interno di una valigia, Monica Vitti, Renato Rascel, Vittorio De Sica, che presentò al pubblico suo figlio Christian De Sica, Franco Franchi, Enzo Cerusico, Enrico Montesano, Gigi Proietti, Carroll Baker, Aldo Giuffré, Ave Ninchi, Sarah Ferrati, Giusi Raspani Dandolo, Barbara Bouchet, Alberto Lupo, Maria Giovanna Elmi, Rosanna Vaudetti, Mariolina Cannuli, Massimo Mollica, Sandra Mondaini, Mike Bongiorno, Silvan, Alighiero Noschese, Paolo Villaggio, Vinícius de Moraes, Liliana Cosi.
Cambiò anche il direttore d’orchestra: da Franco Pisano ad Enrico Simonetti, autore anche della sigla finale, Il mio pianoforte.
Il programma si riconfermò come un grande successo, mantenendo una media di 23,8 milioni di telespettatori a puntata.
La classifica finale venne stilata sommando i voti delle cartoline con quelli delle venti giurie dislocate nelle maggiori città italiane.

## Prima fase - Le eliminatorie

### Prima puntata (7 ottobre 1972)
si esibiscono i primi otto cantanti (quattro uomini e quattro donne)
- Marisa Sacchetto - Il mio amore per Mario
- Nicola Di Bari - Occhi chiari
- Caterina Caselli - Le ali della gioventù
- Gianni Nazzaro - La nostra canzone
- Tony Del Monaco - A Maria
- Mirna Doris - Venezia nel mio cuor
- Donatello - Gira gira Sole
- Nada - Una chitarra e un'armonica
  - Ospiti: Mario Majoni, Novella Calligaris, Klaus Dibiasi, Giorgio Cagnotto, Eraldo Pizzo e Sante Marsili giudici del concorso canoro, Monica Vitti, Aldo Giuffré[5]

### Seconda puntata (14 ottobre 1972)
si esibiscono i secondi otto cantanti (quattro uomini e quattro donne)
- Donatella Moretti - Io per amore
- Tony Cucchiara - Vola cuore mio
- Massimo Ranieri - Ti ruberei
- Ombretta Colli - Salvatore
- Tony Astarita - Non mi aspettare questa sera
- Iva Zanicchi - Un uomo senza tempo
- Little Tony - La spada nel cuore
- Giovanna - Io volevo diventare
  - Ospiti: Nazionale femminile di pallavolo dell'Italia giudici del concorso canoro, Sarah Ferrati protagonista dello sceneggiato Le sorelle Materassi, Giusi Raspani Dandolo[6]

### Terza puntata (21 ottobre 1972)
si esibiscono i terzi otto cantanti (quattro uomini e quattro donne)
- Mino Reitano - L'amore è un aquilone
- Gino Paoli - Con il tempo
- Marisa Sannia - L'aquilone
- Claudio Villa - Tu ca nun chiagne
- Marcella - Montagne verdi
- Peppino di Capri - Amare di meno
- Anna Identici - E quando sarò ricca
- Orietta Berti - Ancora un po' con sentimento
  - Ospiti: Nazionale maschile di baseball dell'Italia giudici del concorso canoro, Renato Rascel, Barbara Bouchet, Vittorio De Sica[7]

### Quarta puntata (28 ottobre 1972)
si esibiscono gli ultimi otto cantanti (quattro uomini e quattro donne)
- Pino Donaggio - L'ultimo romantico
- Rita Pavone - Amore, ragazzo mio
- Peppino Gagliardi - Signorinella
- Gigliola Cinquetti - Tu balli sul mio cuore
- Michele - Per amore di una donna
- Rosanna Fratello - Amore di gioventù
- Gianni Morandi - Parla più piano
- Paola Musiani - Passerà
  - Ospiti: Giacomo Agostini, Emilio Ostorero, Guido Mandracci, Alberto Pagani, Renzo Pasolini, Gilberto Milani e Nello Pagani giudici del concorso canoro, Alberto Lupo[8]

## Ripescaggio

### Quinta puntata (4 novembre 1972)
si esibiscono i primi otto dei sedici candidati al ripescaggio, ovvero i terzi, quarti, quinti e sesti classificati delle prime quattro puntate (quattro uomini e quattro donne)
- Giovanna - E penso a te
- Donatello - Ti voglio
- Caterina Caselli - La casa degli angeli
- Peppino Gagliardi - Come le viole
- Rita Pavone - Cuore
- Tony Astarita - Ti prego non piangere
- Marisa Sacchetto - Amore amaro
- Claudio Villa - Il tuo mondo
  - Ospiti: Pietro Mennea, Sara Simeoni, Erminio Azzaro, Gian Marco Schivo, Giuseppe Gentile, Cecilia Molinari, Franco Arese, Paola Pigni, Gianni Del Buono e Renato Dionisi giudici del concorso canoro, personaggi della Walt Disney Company, Mariolina Cannuli, Maria Giovanna Elmi e Rosanna Vaudetti, Franco Franchi[9]

### Sesta puntata (11 novembre 1972)
si esibiscono gli altri otto dei sedici candidati al ripescaggio, ovvero i terzi, quarti, quinti e sesti classificati delle prime quattro puntate (quattro uomini e quattro donne)
- Anna Identici - Era bello il mio ragazzo
- Peppino di Capri  - Reginella
- Marcella - Io vivrò (senza te)
- Michele - Un uomo senza una stella
- Ombretta Colli - Tutte le volte
- Little Tony - Laggiù nella campagna verde
- Gigliola Cinquetti - La Boheme
- Gianni Nazzaro - Far l'amore con te
  - Ospiti: Eddy Merckx, Luigi Sgarbozza, Dino Zandegù, Franco Bitossi, Vittorio Adorni, Gianni Motta, Wilmo Francioni, Michele Dancelli, Felice Gimondi e Marino Basso giudici del concorso canoro, Sandra Mondaini[10]

## Seconda fase
Accedono alla seconda fase gli otto cantanti che avevano superato la prima fase e i dieci ammessi tramite ripescaggio, per un totale di diciotto artisti, divisi stavolta in gruppi di sei (tre uomini e tre donne). In ogni puntata a spuntarla saranno due uomini e due donne. Si avranno così i nomi dei dodici semi-finalisti (sei uomini e sei donne), che saranno giudicati sulla base di canzoni inedite, presentate a Canzonissima per la prima volta.

### Settima puntata (18 novembre 1972)
Si esibiscono i primi sei cantanti (tre uomini e tre donne)
- Nada  - Re di denari
- Massimo Ranieri - O surdato 'nnamurato
- Peppino Gagliardi - Settembre
- Rosanna Fratello - Sono una donna, non sono una santa
- Mino Reitano - Avevo un cuore (che t'amava tanto)
- Caterina Caselli - Il volto della vita
  - Ospiti: Antonella Ragno, Michele Maffei e Mario Aldo Montano giudici del concorso canoro, Massimo Mollica nel ruolo di Vito Cascio Ferro dallo sceneggiato Joe Petrosino, Renato Rascel, Mariangela Melato[11]

### Ottava puntata (25 novembre 1972)
Si esibiscono i secondi sei cantanti (tre uomini e tre donne)
- Orietta Berti - Eternamente
- Donatello - Io mi fermo qui
- Gianni Nazzaro - Quanto è bella lei
- Gigliola Cinquetti - Anema e core
- Gianni Morandi - Un mondo d'amore
- Rita Pavone - Finalmente libera
  - Ospiti: Lea Pericoli, Nicola Pietrangeli, Adriano Panatta, Massimo Di Domenico, Paolo Bertolucci, Corrado Barazzutti, Eugenio Castigliano, Silvana Lazzarino e Anna-Maria Nasuelli giudici del concorso canoro, Mike Bongiorno, Sandra Mondaini, Paola e Vittorio Gassman[12]

### Nona puntata (2 dicembre 1972)
Si esibiscono gli ultimi sei cantanti (tre uomini e tre donne)
- Iva Zanicchi - La mia sera
- Claudio Villa - O sole mio
- Marcella - Sole che nasce, Sole che muore
- Peppino Di Capri - Munasterio 'e Santa Chiara
- Marisa Sacchetto - E la domenica lui mi porta via
- Nicola Di Bari - Qualche cosa di più
  - Ospiti: Galliano Rossini, Ennio Mattarelli, Silvano Basagni, Alessandro Ciceri, Romano Garagnani e Angelo Scalzone giudici del concorso canoro, Gigi Proietti, Enrico Montesano[13]

## Terza fase
Accedono alla terza fase in due puntate i dodici cantanti semi-finalisti (sei uomini e sei donne), divisi in due gruppi da sei (tre uomini e tre donne) con un solo obiettivo: conquistarsi il posto in finale. Inedite le canzoni presentate in questa fase della gara. Solo otto cantanti (quattro uomini e quattro donne) si sfideranno in finale.

### Decima puntata (9 dicembre 1972)
Si esibiscono i primi sei cantanti (tre uomini e tre donne)
- Gigliola Cinquetti - Stasera io vorrei sentir la ninna nanna
- Gianni Nazzaro - Vino amaro
- Orietta Berti - E lui pescava
- Mino Reitano - Cuore pellegrino
- Rosanna Fratello - Figlio dell'amore
- Massimo Ranieri - Erba di casa mia
  - Ospiti: Arturo Merzario, Teodoro Zeccoli, Nanni Galli, Frank Williams, Roger Clark e Nino Vaccarella giudici del concorso canoro, Carroll Baker[14]

### Undicesima puntata (16 dicembre 1972)
Si esibiscono gli ultimi sei cantanti (tre uomini e tre donne)
- Caterina Caselli - È domenica mattina
- Gianni Morandi  - Il mondo cambierà
- Marcella - Un sorriso e poi perdonami
- Nicola Di Bari - Paese
- Iva Zanicchi - Mi ha stregato il viso tuo
- Peppino di Capri - Magari
  - Ospiti: Nazionale maschile di rugby a 15 dell'Italia giudici del concorso canoro, Silvan, Alighiero Noschese[15]

## Finalissime
Nelle ultime due puntate vengono presentate le canzoni arrivate in finale.
Erano partiti in 32 ad ottobre ed ora sono rimasti in otto a contendersi la vittoria finale (quattro uomini e quattro donne). Ad essi sono abbinati altrettanti fortunati telespettatori con in mano il biglietto della lotteria, il cui primo premio è di 150 milioni di lire.
Gli otto cantanti saranno giudicati da venti giurie dislocate nelle sedi regionali della RAI. Ai voti delle giurie saranno sommati con uno speciale coefficiente di ponderazione le cartoline-voto dei telespettatori che hanno votato negli ultimi 10 giorni, dopo la puntata del 23 dicembre.

### Dodicesima puntata (23 dicembre 1972)
si esibiscono gli otto finalisti
- Mino Reitano - Cuore pellegrino
- Iva Zanicchi - Mi ha stregato il viso tuo
- Nicola Di Bari - Paese
- Rosanna Fratello - Figlio dell'amore
- Gianni Morandi - Il mondo cambierà
- Orietta Berti - E lui pescava
- Massimo Ranieri - Erba di casa mia
- Marcella - Un sorriso e poi perdonami
  - Ospiti: Vinícius de Moraes[16]

### Tredicesima puntata (6 gennaio 1973)
- Orietta Berti - E lui pescava
- Nicola Di Bari - Paese
- Rosanna Fratello - Figlio dell'amore
- Marcella - Un sorriso e poi perdonami
- Gianni Morandi - Il mondo cambierà
- Massimo Ranieri - Erba di casa mia
- Mino Reitano - Cuore pellegrino
- Iva Zanicchi - Mi ha stregato il viso tuo
  - Ospiti: Giuseppe Amadei presiede l'estrazione dei biglietti vincenti della Lotteria Italia, Liliana Cosi si esibisce in Cenerentola di Sergej Sergeevič Prokof'ev[17]

## Classifica finale
1. Massimo Ranieri - Erba di casa mia (PUNTI CARTOLINE: 137,54/VOTI GIURIE: 115/TOTALE: 252,54 punti)
2. Gianni Morandi - Il mondo cambierà (PUNTI CARTOLINE: 84,73/VOTI GIURIE:69/TOTALE: 153,70 punti)
3. Iva Zanicchi - Mi ha stregato il viso tuo (PUNTI CARTOLINE: 47,20/VOTI GIURIE: 75/TOTALE: 122,20 punti)
4. Marcella - Un sorriso e poi perdonami (PUNTI CARTOLINE: 48,58/VOTI GIURIE: 69/TOTALE: 117,58 punti)
5. Nicola Di Bari - Paese (PUNTI CARTOLINE: 58,06/VOTI GIURIE: 58/TOTALE: 116,06 punti)
6. Mino Reitano - Cuore pellegrino (PUNTI CARTOLINE: 45,05 /VOTI GIURIE: 41/TOTALE: 86,05 punti)
7. Orietta Berti - E lui pescava (PUNTI CARTOLINE: 46,96/VOTI GIURIE: 31/TOTALE: 77,96 punti)
8. Rosanna Fratello - Figlio dell'amore (PUNTI CARTOLINE: 31,88/VOTI GIURIE: 42/TOTALE: 73,88 punti)